# Vanessa Mai
Vanessa Mai (Aspach of Backnang, 2 mei 1992) is een artiest uit Duitsland.
Ze werd geboren als Vanessa Marija Else Mandekić, en haar vader was een muzikant met Kroatische roots, waarmee ze al op jonge leeftijd op het podium stond. Haar artiestennaam koos ze vanwege haar geboortemaand mei.
Ze was lid van de hip-hop-dansgroep GettinCrazd. In 2012 werd ze zangeres van de Duitse groep Wolkenfrei, waarmee ze in 2014 het album Endlos Verliebt uitbracht. In 2015 volgde het album Wachgeküsst, dat een gouden plaat werd.
In het dertiende seizoen van Deutschland sucht den Superstar werd Mai jurylid.
In 2016 bracht Mai haar eerste soloalbum Für Dich uit.

## Discografie

### Albums
- 2016: Für Dich
- 2017: Regenbogen[6]
- 2018: Schlager
- 2020: Für immer
- 2021: Mai Tai[7]

## Privé
Mai leeft samen met Andreas Ferber, die ze in 2012 leerde kennen. In 2016 zijn ze verloofd. In 2017 trouwden ze.